# Hemicaranx
Hemicaranx is een geslacht van straalvinnige vissen uit de familie van de horsmakrelen (Carangidae). Het geslacht is voor het eerst wetenschappelijk beschreven in 1862 door Bleeker.

## Soorten
- Hemicaranx amblyrhynchus (Cuvier, 1833)
- Hemicaranx bicolor (Günther, 1860)
- Hemicaranx leucurus (Günther, 1864)
- Hemicaranx zelotes (Gilbert, 1898)